# Harald Weigel
Harald Weigel (* 30. Oktober 1952 in Bayreuth) ist ein deutscher Germanist und Bibliothekar.

## Leben
Harald Weigel studierte an der Albert-Ludwigs-Universität Freiburg/Br. Germanistik, Sozialkunde und Geschichte. Das Staatsexamen für den höheren Schuldienst erfolgte dort 1980, die Promotion 1986. Im Jahre 1983 trat er als Bibliotheksreferendar in den Dienst der Universitätsbibliothek Tübingen ein und legte 1985 an der Fachhochschule für Bibliotheks- und Dokumentationswesen in Köln die Fachprüfung für den höheren Bibliotheksdienst ab. Nach einer Tätigkeit als wissenschaftlicher Angestellter an der Universitätsbibliothek Tübingen (1987) trat er 1988 in den Dienst der Staats- und Universitätsbibliothek Hamburg ein und war dort bis 1996 tätig. Zuletzt leitete er dort die Handschriftenabteilung. Von 1996 bis 2018 war er Direktor der Vorarlberger Landesbibliothek in Bregenz. Von 2002 bis 2013 war er Präsident der Vereinigung Österreichischer Bibliothekarinnen und Bibliothekare, von 2006 bis 2018 Präsident des Vereins Bibliotheken der Regio Bodensee.

## Schriften (Auswahl)
- Adelbert Keller und Johannes Fallati als Leiter der Tübinger Universitätsbibliothek (1844–1855) (= Contubernium, Bd. 34). Mohr, Tübingen 1988, ISBN 3-16-445313-2.
- „Nur was du nie gesehn wird ewig dauern“. Carl Lachmann und die Entstehung der wissenschaftlichen Edition. Rombach, Freiburg 1989, ISBN 3-7930-9051-5 (Dissertation Universität Freiburg/Br.)
- (Mitarbeit): Hedwig Röckelein (Hrsg.): Die lateinischen Handschriften der Universitätsbibliothek Tübingen. Bd. 1: Signaturen Mc 1 bis Mc 150 (= Handschriftenkataloge der Universitätsbibliothek Tübingen, Bd. 1,1). Harrassowitz, Wiesbaden 1991, ISBN 3-447-03091-7.
- Probleme der Handschriftenabteilung der Staats- und Universitätsbibliothek Hamburg Carl von Ossietzky durch die Rückkehr der im 2. Weltkrieg verschollenen Handschriften. In: Auskunft. Zeitschrift für Bibliothek, Archiv und Information in Norddeutschland, Bd. 11 (1991), S. 277–287.
- (Red.): „... daß ich ein Dichter bin, fühle ich Tag und Nacht“. Carl Albert Lange 1892–1952 (= Bibliothemata, Bd. 7). Bautz, Herzberg 1993, ISBN 3-88309-039-5.
- (Hrsg.): Festschrift für Horst Gronemeyer zum 60. Geburtstag (= Bibliothemata, Bd. 10). Bautz, Herzberg 1993, ISBN 3-88309-045-X.
- (Hrsg.): Hamburger literarisches Leben im 18. Jahrhundert. Ein Verzeichnis der Bestände der Staats- und Universitätsbibliothek Hamburg Carl von Ossietzky (= Bibliothemata, Bd. 11). Bautz, Herzfeld 1994, ISBN 3-88309-052-2.
- Das DFG-Projekt „Autographendatenbank und -OPAC“. In: Sabine Wefers (Hrsg.): Die Herausforderung der Bibliotheken durch elektronische Medien und neue Organisationsformen (= Zeitschrift für Bibliothekswesen und Bibliographie, Sonderhefte, Bd. 63). Klostermann, Frankfurt/M. 1996, S. 282–292, ISBN 3-465-02850-3.
- (Hrsg.): 25 Jahre Vorarlberger Landesbibliothek. Neugebauer, Feldkirch 2002, ISBN 3-85376-070-8.
- (Hrsg.): Bibliotheken Büchereien Vorarlberg. Neugebauer, Graz 2004, ISBN 3-85376-076-7.
- „hat herr Joseph Bergmann nicht faul die handschrift abdrucken lassen …“ – Carl Lachmann ist verärgert, Theodor von Karajan verliert die Nerven und Joseph Bergmann weiß nicht, wie ihm geschieht. Mit dem Briefwechsel zwischen Joseph Bergmann und Jacob Grimm im Anhang. In: Jahrbuch Franz-Michael-Felder-Archiv der Vorarlberger Landesbibliothek, Bd. 17 (2016), S. 40–128.
- Ein Testament und seine Folgen. Der Nachlass Joseph Bergmann im Franz-Michael-Felder-Archiv. In: Jahrbuch Franz-Michael-Felder-Archiv der Vorarlberger Landesbibliothek, Bd. 21 (2020), S. 245–267.